# Bruno Caboclo
Bruno Correa Vira Casaca Fernandes Caboclo (Osasco, 21 settembre 1995) è un cestista brasiliano.

## Carriera
Ha mosso i primi passi nel settore giovanile del Gremio Barueri, per poi passare al Pinheiros dove si è messo in luce nella Liga de Desenvolvimento de Basquete (LDB), organizzata dalla Lega Brasiliana. Gli scout internazionali hanno iniziato ad accorgersi di lui nel 2013 quando è stato eletto MVP della tappa argentina del programma Basketball without frontiers della NBA. Dopo una stagione nel massimo campionato brasiliano con i Pinheiros (chiusa con quasi in 5 punti a partita realizzati in oltre 12 minuti di media) venne scelto alla ventesima chiamata del Draft NBA 2014 dai Toronto Raptors. Con la franchigia canadese disputò la Summer League di Las Vegas, giocando cinque partite con 11,4 punti e 26 minuti di media.
L'8 febbraio 2018 viene ceduto ai Sacramento Kings in cambio di Malachi Richardson.
Nel gennaio 2019 passa da free agent ai Grizzlies.
Il 6 febbraio 2020 viene scambiato con gli Houston Rockets per Jordan Bell.
Il 14 gennaio 2021 subisce gli effetti collaterali derivanti dalla maxi trade che ha visto passare James Harden, uomo franchigia, ai Brooklyn Nets, spingendo il General Manager dei Rockets Rafael Stone a continuare la rivoluzione del roster, in atto già da un anno dal cosiddetto "small ball", il quale decise di liberare spazio salariale tagliandolo.

## Statistiche

### NBA

#### Regular Season
| Anno      | Squadra           | PG  | PT | MP   | TC%  | 3P%  | TL%  | RP  | AP  | PRP | SP  | PP  |
| --------- | ----------------- | --- | -- | ---- | ---- | ---- | ---- | --- | --- | --- | --- | --- |
| 2014-2015 | Toronto Raptors   | 8   | 0  | 2,9  | 33,3 | 66,7 | -    | 0,3 | 0,0 | 0,0 | 0,1 | 1,3 |
| 2015-2016 | Toronto Raptors   | 6   | 1  | 7,2  | 8,3  | 14,3 | -    | 0,3 | 0,2 | 0,3 | 0,2 | 0,5 |
| 2016-2017 | Toronto Raptors   | 9   | 0  | 4,4  | 37,5 | 33,3 | -    | 1,1 | 0,4 | 0,2 | 0,1 | 1,6 |
| 2017-2018 | Toronto Raptors   | 2   | 0  | 3,5  | 0,0  | 0,0  | -    | 0,5 | 0,5 | 0,5 | 0,0 | 0,0 |
| 2017-2018 | Sacramento Kings  | 10  | 0  | 10,0 | 31,0 | 20,0 | 83,3 | 2,1 | 0,3 | 0,2 | 0,4 | 2,6 |
| 2018-2019 | Memphis Grizzlies | 34  | 19 | 23,5 | 42,7 | 36,9 | 84,0 | 4,6 | 1,5 | 0,4 | 1,0 | 8,3 |
| 2019-2020 | Memphis Grizzlies | 22  | 0  | 8,7  | 40,6 | 16,0 | 66,7 | 2,0 | 0,5 | 0,5 | 0,5 | 2,8 |
| 2019-2020 | Houston Rockets   | 8   | 0  | 6,5  | 50,0 | 25,0 | 100  | 2,0 | 0,3 | 0,6 | 0,6 | 3,5 |
| 2020-2021 | Houston Rockets   | 6   | 0  | 6,0  | 47,1 | 0,0  | 50,0 | 2,3 | 0,2 | 0,0 | 0,3 | 2,8 |
| Carriera  | Carriera          | 105 | 20 | 12,3 | 40,3 | 30,8 | 83,6 | 2,6 | 0,7 | 0,3 | 0,6 | 4,2 |

#### Play-off
| Anno     | Squadra         | PG | PT | MP  | TC%  | 3P% | TL% | RP  | AP  | PRP | SP  | PP  |
| -------- | --------------- | -- | -- | --- | ---- | --- | --- | --- | --- | --- | --- | --- |
| 2020     | Houston Rockets | 2  | 0  | 3,5 | 50,0 | 0,0 | -   | 1,5 | 0,0 | 0,5 | 0,0 | 1,0 |
| Carriera | Carriera        | 2  | 0  | 3,5 | 50,0 | 0,0 | -   | 1,5 | 0,0 | 0,5 | 0,0 | 1,0 |

#### Massimi in carriera
- Massimo di punti: 24 vs Oklahoma City Thunder (25 marzo 2019)[4]
- Massimo di rimbalzi: 17 vs Dallas Mavericks (7 aprile 2019)
- Massimo di assist: 6 vs Dallas Mavericks (2 marzo 2019)
- Massimo di palle rubate: 3 vs Minnesota Timberwolves (1º dicembre 2019)
- Massimo di stoppate: 4 vs Minnesota Timberwolves (30 gennaio 2019)
- Massimo di minuti giocati: 41 vs Houston Rockets (20 marzo 2019)

### G League
| Anno       | Squadra        | PG  | PT  | MP   | TC%  | 3P%  | TL%  | RP  | AP  | PRP | SP  | PP   |
| ---------- | -------------- | --- | --- | ---- | ---- | ---- | ---- | --- | --- | --- | --- | ---- |
| 2014-2015  | F.W. Mad Ants  | 7   | 0   | 8,9  | 29,0 | 33,3 | 100  | 1,9 | 0,0 | 0,1 | 0,7 | 3,4  |
| 2015-2016  | Raptors 905    | 37  | 35  | 34,3 | 40,3 | 33,5 | 72,7 | 6,5 | 1,7 | 1,1 | 1,8 | 14,7 |
| 2016-2017† | Raptors 905    | 34  | 33  | 27,1 | 41,3 | 33,1 | 65,5 | 5,4 | 1,2 | 1,0 | 1,2 | 9,9  |
| 2017-2018  | Raptors 905    | 34  | 34  | 30,7 | 39,6 | 33,5 | 83,1 | 6,5 | 1,3 | 1,4 | 1,6 | 14,4 |
| 2017-2018  | Reno Bighorns  | 2   | 0   | 21,3 | 46,7 | 50,0 | -    | 5,5 | 1,5 | 0,5 | 1,0 | 9,5  |
| 2018-2019  | R.G.V. Vipers  | 28  | 23  | 28,3 | 51,1 | 43,3 | 74,4 | 7,3 | 1,6 | 1,4 | 3,1 | 16,4 |
| 2019-2020  | Memphis Hustle | 2   | 2   | 24,9 | 52,9 | 16,7 | 100  | 4,0 | 3,5 | 1,0 | 3,0 | 11,5 |
| 2022-2023  | Capitanes C.M. | 18  | 9   | 27,1 | 53,9 | 29,1 | 73,7 | 6,4 | 1,5 | 0,8 | 2,4 | 14,9 |
| Carriera   | Carriera       | 162 | 136 | 28,8 | 43,6 | 34,9 | 75,2 | 6,1 | 1,4 | 1,1 | 1,9 | 13,4 |

### Eurolega
| Anno      | Squadra  | PG | PT | MP   | TC%  | 3P%  | TL%  | RP  | AP  | PRP | SP  | PP  |
| --------- | -------- | -- | -- | ---- | ---- | ---- | ---- | --- | --- | --- | --- | --- |
| 2023-2024 | Partizan | 27 | 19 | 19,4 | 63,7 | 50,0 | 72,6 | 4,0 | 0,2 | 0,6 | 0,7 | 9,4 |
| Carriera  | Carriera | 27 | 19 | 19,4 | 63,7 | 50,0 | 72,6 | 4,0 | 0,2 | 0,6 | 0,7 | 9,4 |

### Eurocup
| Anno      | Squadra  | PG | PT | MP   | TC%  | 3P%  | TL%  | RP  | AP  | PRP | SP  | PP   |
| --------- | -------- | -- | -- | ---- | ---- | ---- | ---- | --- | --- | --- | --- | ---- |
| 2022-2023 | Ulma     | 11 | 10 | 27,5 | 61,5 | 30,4 | 70,8 | 7,8 | 0,8 | 0,5 | 1,5 | 17,4 |
| Carriera  | Carriera | 11 | 10 | 27,5 | 61,5 | 30,4 | 70,8 | 7,8 | 0,8 | 0,5 | 1,5 | 17,4 |

## Palmarès

### Squadra
- Campione NBA D-League (2017)
- Campionato tedesco: 1

Ulm: 2022-2023
- Eurocup: 1

Hapoel Tel Aviv: 2024-2025

### Individuale
- All-Eurocup Second Team: 1

ratiopharm Ulm: 2022-23